# Saccolaimus
Saccolaimus is een geslacht van vleermuizen uit de familie der schedestaartvleermuizen dat voorkomt in Centraal-Afrika (Liberia tot Kenia en Angola) en van India tot de Salomonseilanden en Australië. Soms wordt dit geslacht als een ondergeslacht gezien van Taphozous, het andere geslacht van de onderfamilie Taphozoinae. Saccolaimus omvat grote schedestaartvleermuizen met een dikke, duidelijke staart. Net als bij Taphozous hebben mannetjes een keelzak, die bij vrouwtjes rudimentair is.

## Soorten
Er zijn vier soorten:
- Saccolaimus flaviventris (Zuid-Nieuw-Guinea en Australië)
- Saccolaimus mixtus (Zuidoost-Nieuw-Guinea en Noordoost-Australië)
- Saccolaimus peli (Liberia tot Kenia en Angola)
- Saccolaimus saccolaimus (India tot de Salomonseilanden en Noordoost-Australië)